# Newetlenfolu
Newetlenfolu (ukrainisch und russisch Неветленфолу, slowakisch Ďakovo, ungarisch Nevetlenfalu) ist ein Dorf im Süden der ukrainischen Oblast Transkarpatien mit etwa 1600 Einwohnern (2001).

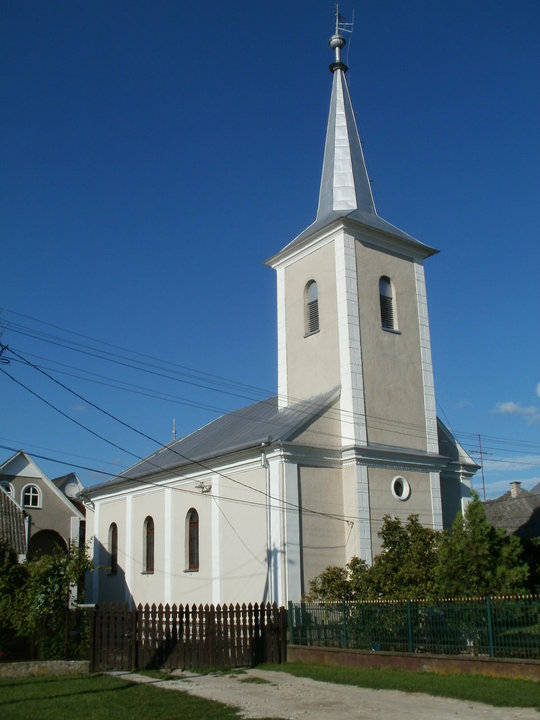
Kirchengebäude der evangelisch-reformierten Kirche 2012

Der Ort wurde 1380 zum ersten Mal als Gyakfalva erwähnt, der Name wurde spätestens 1619 zum ersten Mal Nevetlenfalu genannt.
Während der Zugehörigkeit zur Tschechoslowakei bekommt der Ort den Namen Ďakovo, 1945 wird der ukrainische Name Newetlenfolu eingeführt, 1946 aber auf Djakowe (Дякове) geändert, nach 1990 in Djakowo (Дяково) und am 8. Dezember 2000  auf den heutigen Namen zurückbenenannt.
Am 12. Juni 2020 wurde das Dorf ein Teil neu gegründeten Landgemeinde Pyjterfolwo im Rajon Berehowe; bis dahin bildete es zusammen mit den Dörfern Botar (Ботар), Nowe Klynowe (Нове Клинове), Okli (Оклі) und Okli Hed (Оклі Гедь) die Landratsgemeinde Newetlenfolu (Неветленфолівська сільська рада/Newetlenfoliwska silska rada) im Süden des Rajons Wynohradiw.
Die Ortschaft liegt südlich der Theiß an der ukrainisch-rumänischen Grenze auf einer Höhe von 124 m, 22 km südlich vom ehemaligen Rajonzentrum Wynohradiw und 100 km südöstlich vom Oblastzentrum Uschhorod.
Durch das Dorf verläuft die Fernstraße M 26 / E 81, die Territorialstraße T–07–35 und die Bahnstrecke Debrecen–Sighetu Marmației. Beim Ort befindet sich ein Grenzübergang nach Rumänien.